# Risa Suzuki
Risa Suzuki (鈴木理沙, Suzuki Risa) (29 settembre 1983) è una giocatrice di bowling giapponese.
È membro della Japan Professional Bowling Association con il n. di licenza 444.

## Risultati

### 2009
- Winner of the 33rd ABS Japan Open Women's Team Championship

### 2010
- Professional bowling women's newcomer 4th place

### 2011
- Professional bowling ladies' newcomer race seventh place

### 2012
- Chiba Women's Open Bowling Tournament 18th
- Professional bowling ladies' newcomer game 13th

## Apparizioni in TV
- Hello Project! TIME (28 luglio 2011, TV Tokyo)
- Talk show of the decisive death squad Ame Touk! (18 agosto 2011, TV Asahi ) - Apparizione come presentatrice della "P League entertainer".
- Success Tsurugamon (4 ottobre 2011, BS 11 )
- MUSIC JAPAN (18 dicembre 2011, NHK synthesis)
- Fire Entertainment TV (5 marzo 2012, TBS)
- Aim to a million yen! BLACK $ MILLION (6 aprile 2013, TV Tokyo series)